# Akulliit Partiiat
Die Akulliit Partiiat (grönländisch für „Partei der Mittelsten“) war eine politische Partei in Grönland.

## Geschichte
Die Akulliit Partiiat wurde im Januar 1991 von Bjarne Kreutzmann aus dem Kandidatenverbund der Bürgerliste gegründet. Er war zuvor Mitglied der liberalen Atassut gewesen. Die Partei kandidierte im selben Jahr bei der Parlamentswahl und erhielt knapp zehn Prozent der Stimmen und damit zwei Sitze. Vier Jahre später verlor die Partei ein Drittel ihrer Wähler, konnte aber dank der Aufstockung der Parlamentssitze weiterhin zwei Mandate erzielen. Das letzte Mal trat die Partei bei der Folketingswahl 1998 an, bei der Bjarne Kreutzmann jedoch nur noch 99 Stimmen erhielt. Anschließend verschwand die Partei wieder und Bjarne Kreutzmann ließ sich für die sozialdemokratische Siumut aufstellen.

## Politische Ausrichtung
Die Partei konzentrierte sich vor allem auf den Ausbau und die Verbesserung der grönländischen Wirtschaft und sollte ein Auffangbecken für jene sein, die sich mit der Politik der Atassut nicht zufrieden zeigten.

## Parteivorsitzende
- 1991–1998: Bjarne Kreutzmann

## Wahlergebnisse

### Parlamentswahlen
| Wahl | Stimmen | Stimmenanteil | Sitze  | Platz | Folge      |
| ---- | ------- | ------------- | ------ | ----- | ---------- |
| 1991 | 2.374   | 9,5 %         | 2 / 27 | 4     | Opposition |
| 1995 | 1.560   | 6,1 %         | 2 / 31 | 4     | Opposition |

### Folketingswahlen
| Wahl | Stimmen | Stimmenanteil | Sitze | Platz | Abgeordneter    |
| ---- | ------- | ------------- | ----- | ----- | --------------- |
| 1994 | 1.605   | 7,4 %         | 0 / 2 | 3     | nicht vertreten |
| 1998 | 0099    | 0,4 %         | 0 / 2 | 5     | nicht vertreten |